# Canudos do Vale
Canudos do Vale est une municipalité brésilienne située dans l'État du Rio Grande do Sul.